# Salomé (wokalistka)
Salomé, właśc. María Rosa Marco Poquet (ur. 21 czerwca 1939 w Barcelonie) – hiszpańska piosenkarka. W 1969 roku brała udział w Konkursie Piosenki Eurowizji. Reprezentując tam Hiszpanię, wygrała z piosenką „Vivo Cantando”.